# Lijst van rijksmonumenten in Markelo
De plaats Markelo telt 11 inschrijvingen in het rijksmonumentenregister. Hieronder een overzicht.
| Object | Oorspronkelijke functie?  | Bouwjaar                    | Architect | Locatie           | Coördinaten?                  | Nr.?   | Afbeelding |
| --- | ------------------------- | --------------------------- | --------- | ----------------- | ----------------------------- | ------ | --- |
| Vijf traveeën breed vrijstaand pand met verdieping en gedekt door schilddak                                                                                       | Woonhuis                  | 1853                        |           | Goorseweg 5       | 52° 14' 4" NB, 6° 29' 49" OL  | 28128  | Meer afbeeldingen |
| Nederlands Hervormde Kerk (Martinuskerk) | Kerk en kerkonderdeel     | 1840                        |           | Kerkplein 1       | 52° 14' 6" NB, 6° 29' 37" OL  | 28129  | Meer afbeeldingen |
| Toren van de Nederlands Hervormde Kerk (Martinuskerk) | Kerk en kerkonderdeel     |                             |           | Kerkplein bij 6   | 52° 14' 6" NB, 6° 29' 37" OL  | 28130  | Meer afbeeldingen |
| Langwerpig zeszijdig schapenschot (schaapskooi) onder rieten dak en met lemen wanden                                                                              | Boerderij                 | negentiende eeuw            |           | Leusmanweg bij 6  | 52° 14' 43" NB, 6° 29' 8" OL  | 28131  | Langwerpig zeszijdig schapenschot (schaapskooi) onder rieten dak en met lemen wanden                                                                              |
| de Hoop | Industrie- en poldermolen | 1836                        |           | Stationsstraat 33 | 52° 13' 56" NB, 6° 29' 46" OL | 422723 | Meer afbeeldingen |
| Terrein waarin 9 grafheuvels | Archeologisch monument    | Neolithicum en/of Bronstijd |           |                   | 52° 16' 8" NB, 6° 29' 12" OL  | 45782  | Terrein waarin 9 grafheuvels |
| Terrein waarin een grafheuvel | Archeologisch monument    | Neolithicum                 |           |                   | 52° 16' 12" NB, 6° 29' 52" OL | 45783  | Upload foto |
| Urnenveld | Archeologisch monument    | IJzertijd                   |           |                   | 52° 16' 57" NB, 6° 31' 16" OL | 45792  | Upload foto |
| Boerderij op een T-vormige plattegrond opgetrokken in rode baksteen, onder een deels met riet, deels met grijze muldenpannen gedekt wolfdak met rieten dakruiters | Boerderij                 | 1872-1900                   |           | Leusmanweg 1      | 52° 14' 37" NB, 6° 28' 59" OL | 507964 | Boerderij op een T-vormige plattegrond opgetrokken in rode baksteen, onder een deels met riet, deels met grijze muldenpannen gedekt wolfdak met rieten dakruiters |
| Schuur met een deels met riet, deels met hollandse pannen gedekt schilddak                                                                                        | Boerderij                 | 1865                        |           | Leusmanweg bij 1  | 52° 14' 37" NB, 6° 28' 59" OL | 507965 | Schuur met een deels met riet, deels met hollandse pannen gedekt schilddak                                                                                        |
| Bakhuisje | Boerderij                 | 1870-1880                   |           | Leusmanweg bij 1  | 52° 14' 37" NB, 6° 28' 59" OL | 507966 | Bakhuisje |